# Rituximab
Rituximab (verkocht onder de merknaam MabThera (Roche) en Rituxan (Genentech/Biogen) in de Verenigde Staten) is een monoklonale antistof die wordt gebruikt bij de behandeling van B-cel-non-hodgkinlymfoom, B-celleukemie en sommige auto-immuunziekten, in het bijzonder reumatoïde artritis (in combinatie met methotrexaat).
MabThera/Rituxan was in 2008 Roches bestverkochte geneesmiddel, goed voor een verkoop van meer dan 5,9 miljard Zwitserse frank. Het heeft een Europese registratie
onder de merknaam MabThera®.
De stof is opgenomen in de lijst van essentiële geneesmiddelen van de WHO.